# Xander Blomme
Xander Blomme (Eeklo, 21 juni 2002) is een Belgisch voetballer die doorgaans als centrale middenvelder speelt. Hij kreeg zijn jeugdopleiding bij Club Brugge. Vanaf het seizoen 2022/23 komt hij uit voor Go Ahead Eagles, dat hem in het seizoen 2024/25 verhuurde aan Excelsior.

## Carrière

### Club Brugge
Blomme komt uit Eeklo en genoot zijn jeugdopleiding bij Club Brugge. Op 22 augustus 2020 maakte hij zijn professioneel debuut voor Club NXT, de beloften van Club Brugge. Blomme speelde de volledige 90 minuten in de eerste competitiewedstrijd van het seizoen tegen RWDM, hij was hier ook aanvoerder van zijn ploeg. Hij speelde dat seizoen 22 van de 28 competitiewedstrijden, waarvan een groot deel als aanvoerder.
Ook nadat Club NXT terugkeerde naar de gewone beloftencompetitie, bleef Blomme – die in de zomer van 2021 ging testen bij Waasland-Beveren – een vaste waarde bij de Brugse beloften. Net als in het seizoen 2019/20 was hij in het seizoen 2021/22 een vaste waarde in de UEFA Youth League. Toch werd hij niet beloond met officiële speelminuten in het eerste elftal van de club.

### Go Ahead Eagles
In februari 2022 maakte de Nederlandse eredivisieclub Go Ahead Eagles bekend dat Blomme vanaf het seizoen 2022/23 voor hen zou uitkomen. De middenvelder ondertekende een contract tot 2024 bij de club die op dat moment veertiende stond in de Eredivisie. In 2023 verlengden de club en Blomme het contract met twee jaar. Op 23 april 2023 scoorde hij als invaller tegen FC Groningen zijn eerste doelpunt voor Go Ahead Eagles. Op 1 augustus 2024 maakte hij zijn Europese debuut in de Conference League-kwalificatiewedstrijd tegen SK Brann.

### Excelsior
Kort na de Europese uitschakeling in Europa van Go Ahead, werd Blomme voor een seizoen verhuurd aan Excelsior, dat het voorgaande seizoen gedegradeerd was uit de Eredivisie. 

## Clubstatistieken
| Seizoen         | Club            | Competitie      | Competitie | Competitie | Beker | Beker | Overig | Overig | Totaal | Totaal |
| Seizoen         | Club            | Competitie      | Wed.       | Dlp.       | Wed.  | Dlp.  | Wed.   | Dlp.   | Wed.   | Dlp.   |
| --------------- | --------------- | --------------- | ---------- | ---------- | ----- | ----- | ------ | ------ | ------ | ------ |
| 2020/21         | Club NXT        | Eerste klasse B | 22         | 0          | —     | —     | —      | —      | 22     | 0      |
| 2021/22         | Club Brugge     | Eerste klasse A | 0          | 0          | 0     | 0     | —      | —      | 0      | 0      |
| 2022/23         | Go Ahead Eagles | Eredivisie      | 8          | 1          | 1     | 0     | —      | —      | 9      | 1      |
| 2023/24         | Go Ahead Eagles | Eredivisie      | 12         | 0          | 1     | 0     | —      | —      | 13     | 0      |
| 2024/25         | Go Ahead Eagles | Eredivisie      | 0          | 0          | 0     | 0     | 1      | 0      | 1      | 0      |
| 2024/25         | → Excelsior     | Eerste Divisie  | 0          | 0          | 0     | 0     | 0      | 0      | 0      | 0      |
| Carrière totaal | Carrière totaal | Carrière totaal | 30         | 1          | 1     | 0     | 1      | 0      | 32     | 1      |

Bijgewerkt op 19 februari 2022.